# Susan Rothenberg
Pour les articles homonymes, voir Rothenberg (homonymie).
Susan Rothenberg est une artiste peintre américaine née à Buffalo (État de New York) le 20 janvier 1945 et morte le 18 mai 2020 à Galisteo (Nouveau-Mexique) (en).

## Biographie
Née à Buffalo, elle fait des études d'art à l'université Cornell d'Ithaca, dont elle est diplômée en 1967. Elle fait un bref passage à la Corcoran School of the Arts and Design (en), puis s'installe à New York. Elle s'installe définitivement avec son mari Bruce Nauman en 1990 au Nouveau-Mexique, jusqu'à sa mort le 18 mai 2020, à 75 ans.
Ses premières peintures de chevaux, qui assurent sa notoriété, datent de 1973. Ses tableaux sont présents dans les collections de musées américains et internationaux : Stedelijk Museum, Metropolitan Museum of Art, Hirshhorn Museum and Sculpture Garden notamment.

## Influences
Dans l'histoire de l'art contemporain, on la situe parmi les peintres du new image, ceux qui, dans les années 1970, ont réintroduit la figuration dans l'art abstrait.

## Expositions
- 1976 : Willard Gallery (en) puis 1977, 1979 et 1981[2]
- 1978 : Whitney Museum, New York[2]
- 1980 : 
  - Pavillon international de la Biennale de Venise[2]
  - Galerie Daniel Templon, Paris[2]
- 2020 : Sperone Westwater, Manhattan[4]